# Cupa Confederațiilor FIFA
Cupa Confederațiilor FIFA a fost o competiție fotbalistică între echipe naționale de fotbal, organizată de FIFA o dată la patru ani. La turneu participau câștigătoarele competițiilor continentale din cele șase confederații (CAF, CONMEBOL, UEFA, AFC, OFC, CONCACAF) alături de câștigătoarea Campionatului Mondial de Fotbal FIFA și țara gazdă, pentru a ridica numărul echipelor la opt. Începând cu 1997, Cupa Confederațiilor se organiza cu un an înainte de Campionatul Mondial de Fotbal. Ultimul turneu, cel din 2017 s-a desfășurat în Rusia. Edițiile din 1992 și 1995 purtau numele de Cupa Regelui Fahd, însă nu erau recunoscute pe deplin de către FIFA, aceste două ediții având mai degrabă rol de "competiție regională amicală", urmând ca abia ediția din 1997 până la cea din 2017, să se afle sub egida FIFA.

## Finale

### Cupa Regelui Fahd
| An   | Gazdă          | Finala mare  | Finala mare | Finala mare    | Meciul pentru locul 3 | Meciul pentru locul 3 | Meciul pentru locul 3 |
| An   | Gazdă          | Câștigătoare | Scor        | Finalistă      | Locul 3               | Scor                  | Locul 4               |
| ---- | -------------- | ------------ | ----------- | -------------- | --------------------- | --------------------- | --------------------- |
| 1992 | Arabia Saudită | Argentina    | 3–1         | Arabia Saudită | Statele Unite         | 5–2                   | Coasta de Fildeș      |
| 1995 | Arabia Saudită | Danemarca    | 2–0         | Argentina      | Mexic                 | 1–1 (5–4 pen.)        | Nigeria               |

### Cupa Confederațiilor
| An   | Gazdă                 | Finala mare  | Finala mare | Finala mare   | Meciul pentru locul 3 | Meciul pentru locul 3 | Meciul pentru locul 3 |
| An   | Gazdă                 | Câștigătoare | Scor        | Finalistă     | Locul 3               | Scor                  | Locul 4               |
| ---- | --------------------- | ------------ | ----------- | ------------- | --------------------- | --------------------- | --------------------- |
| 1997 | Arabia Saudită        | Brazilia     | 6–0         | Australia     | Cehia                 | 1–0                   | Uruguay               |
| 1999 | Mexic                 | Mexic        | 4–3         | Brazilia      | Statele Unite         | 2–0                   | Arabia Saudită        |
| 2001 | Coreea de Sud Japonia | Franța       | 1–0         | Japonia       | Australia             | 1–0                   | Brazilia              |
| 2003 | Franța                | Franța       | 1–0 (d.p.)  | Camerun       | Turcia                | 2–1                   | Columbia              |
| 2005 | Germania              | Brazilia     | 4–1         | Argentina     | Germania              | 4–3 (d.p.)            | Mexic                 |
| 2009 | Africa de Sud         | Brazilia     | 3–2         | Statele Unite | Spania                | 3–2 (d.p.)            | Africa de Sud         |
| 2013 | Brazilia              | Brazilia     | 3–0         | Spania        | Italia                | 2–2 (3–2 pen.)        | Uruguay               |
| 2017 | Rusia                 | Germania     | 1–0         | Chile         | Portugalia            | 2–1                   | Mexic                 |

### Top patru
| Naționala                  | Campioni                    | Vice-campioni  | Locul 3        | Locul 4        |
| -------------------------- | --------------------------- | -------------- | -------------- | -------------- |
| Brazilia                   | 4 (1997, 2005, 2009, 2013*) | 1 (1999)       | –              | 1 (2001)       |
| Franța                     | 2 (2001, 2003*)             | –              | –              | –              |
| Argentina                  | 1 (1992)                    | 2 (1995, 2005) | –              | –              |
| Mexic                      | 1 (1999*)                   | –              | 1 (1995)       | 2 (2005, 2017) |
| Germania                   | 1 (2017)                    | –              | 1 (2005*)      | –              |
| Danemarca                  | 1 (1995)                    | –              | –              | –              |
| Statele Unite ale Americii | –                           | 1 (2009)       | 2 (1992, 1999) | –              |
| Australia                  | –                           | 1 (1997)       | 1 (2001)       | –              |
| Spania                     | –                           | 1 (2013)       | 1 (2009)       | –              |
| Arabia Saudită             | –                           | 1 (1992*)      | –              | 1 (1999)       |
| Japonia                    | –                           | 1 (2001*)      | –              | –              |
| Camerun                    | –                           | 1 (2003)       | –              | –              |
| Chile                      | –                           | 1 (2017)       | –              | –              |
| Cehia                      | –                           | –              | 1 (1997)       | –              |
| Turcia                     | –                           | –              | 1 (2003)       | –              |
| Italia                     | –                           | –              | 1 (2013)       | –              |
| Portugalia                 | –                           | –              | 1 (2017)       | –              |
| Uruguay                    | –                           | –              | –              | 2 (1997, 2013) |
| Coasta de Fildeș           | –                           | –              | –              | 1 (1992)       |
| Nigeria                    | –                           | –              | –              | 1 (1995)       |
| Columbia                   | –                           | –              | –              | 1 (2003)       |
| Africa de Sud              | –                           | –              | –              | 1 (2009*)      |

## Golgheteri all-time
| Jucător           | Țara           | Goluri |
| ----------------- | -------------- | ------ |
| Cuauhtémoc Blanco | Mexic          | 9      |
| Ronaldinho        | Brazilia       | 9      |
| Fernando Torres   | Spania         | 8      |
| Adriano           | Brazilia       | 7      |
| Romário           | Brazilia       | 7      |
| Marzouk Al-Otaibi | Arabia Saudită | 6      |
| David Villa       | Spania         | 6      |
| Alex              | Brazilia       | 5      |
| John Aloisi       | Australia      | 5      |
| Luís Fabiano      | Brazilia       | 5      |
| Fred              | Brazilia       | 5      |
| Robert Pirès      | Franța         | 5      |
| Vladimír Šmicer   | Cehia          | 5      |